# Ağırkaya, Erciş
Ağırkaya là một xã thuộc thành phố Erciş, tỉnh Van, Thổ Nhĩ Kỳ. Dân số thời điểm năm 2011 là 265 người.